# Annette Maignan
Pour les articles homonymes, voir Maignan.
Annette Maignan (1911-1995) est une helléniste et latiniste française.
L'une des 41 premières femmes reçues à l'École normale supérieure, elle enseigne par la suite les lettres classiques en lycée, participant au sauvetage d'élèves juifs de la déportation durant la Seconde Guerre mondiale. Elle fournit par ailleurs plusieurs traductions des pères de l'Église.

## Biographie
Annette Maignan naît le 21 août 1911.
Reçue en 1931 au concours de l'École normale supérieure, elle fait partie des 41 premières élèves féminines, avant que les portes de l'établissement ne soient fermées aux femmes en 1940. Elle obtient l'agrégation masculine de lettres en 1935. 
Elle est nommée enseignante de lettres classiques au lycée Jules-Ferry en 1937. Durant la Seconde Guerre mondiale, alors militante chrétienne, elle prend part au comité de résistance de
l’établissement. Avec sa collègue Andrée Pauly-Santoni (Juste parmi les Nations, 2005), elle participe au sauvetage de plusieurs élèves juives ; elle héberge chez elle Freddy Menahem, frère d'une des élèves.
Elle est par la suite mutée en classes préparatoires. Elle fait paraître plusieurs traductions des pères de l'Église aux éditions Desclée de Brouwer,. Elle meurt en 1995.

## Traductions
- Basile de Césarée (trad. du latin, préf. Pierre-Thomas Camelot), Le Traité du Saint-Esprit [« De Spiritu sancto »], Paris, Desclée de Brouwer, coll. « Les Pères dans la foi » (no 1), 1978, 178 p. (ISBN 978-2-220-02244-4, BNF 34637290).
- Grégoire de Nysse (préf. Jean-Robert Armogathe, éd. Adalbert-Gautier Hamman), La Catéchèse de la foi, Paris, Desclée de Brouwer, coll. « Les Pères dans la foi » (no 6), 1978, 113 p. (BNF 34615648).
- (en) L'Évangile selon Luc commenté par les Pères  (trad. avec Patrice Soler, préf. Jacques-Dominique Butin), Paris, Desclée de Brouwer, coll. « Les Pères dans la foi » (no 3), 1987, 174 p. (ISBN 978-2-220-02645-9, BNF 36630806).